# Weltjahr der Mathematik 2000

Logo Weltjahr der Mathematik 2000

Das Weltjahr der Mathematik 2000 (engl. World Mathematical Year 2000, WMY2000) war eine Initiative der  Internationalen Mathematischen Union (IMU). Das Ziel des Weltjahrs war die breite öffentliche Diskussion dreier zentraler Themen:
- Die großen Herausforderungen des 21. Jahrhunderts
- Mathematik als Schlüssel für Entwicklung
- Das Bild der Mathematik in der Öffentlichkeit

Im Jahr 2000 fanden zu diesen Themen weltweit zahlreiche Veranstaltungen statt. Sie richteten sich nicht in erster Linie an professionelle Mathematiker, sondern versuchten die Aufmerksamkeit der Bevölkerung auf die Bedeutung und die Anliegen der Mathematik zu lenken.
Die IMU rief 1992 auf ihrer Vollversammlung in Rio de Janeiro das Jahr 2000 als Weltjahr der Mathematik aus. Die UNESCO und die  Third World Academy of Sciences übernahmen Schirmherrschaften. Die Durchführung der Veranstaltungen und die Herausgabe von Publikationen zum WMY2000 wurden überwiegend von den nationalen mathematischen Gesellschaften und den mathematischen Instituten der Hochschulen übernommen, aber auch von Schulen, Museen und anderen Kulturträgern.
Eine nationale Fortführung fand das WMY2000 in Deutschland durch das Jahr der Mathematik 2008.
Eine Leitidee der Projekte des WMY2000 war die Popularisierung der Mathematik. Zwei Projekte, die sich diesem Ziel widmeten und die sich über längere Zeit an sehr viele Menschen richteten, sollen beispielhaft vorgestellt werden:
- Wanderausstellung "Experiencing Mathematics": Die UNESCO präsentiert seit 2000 die interaktive Mathematik-Ausstellung Experiencing Mathematics in vielen Ländern Europas, Afrikas, Asiens und Amerikas. Sie wendet sich vorwiegend an Schüler und Studierende, aber auch an die interessierte Öffentlichkeit. Mathematik wird in dieser Ausstellung durch Exponate anschaulich gemacht, die die Besucher zur aktiven Interaktion anregen.[4]

- Mathematik in der Londoner U-Bahn: Das Isaac Newton Institute for Mathematical Sciences in Cambridge (England) hat 12 Poster hergestellt, die die Bedeutung verschiedener mathematischer Disziplinen für den Alltag der Menschen herausstellen, z. B. für Wettervorhersage, Verschlüsselungen auf Chipkarten oder Luftfahrt. Diese Poster wurden 2000 jeweils für einen Monat in den Londoner U-Bahn-Waggons auf Werbeflächen angebracht.[5]